# Лазар Чиркович
Лазар Чиркович (серб. Лазар Ћирковић, нар. 22 серпня 1992, Ниш) — сербський футболіст, захисник угорського клубу «Гонвед».
Виступав за молодіжну збірну Сербії.

## Клубна кар'єра
Вихованець юнацьких команд футбольних клубів «Раднички» (Ниш), «Партизан», «Рад».
У дорослому футболі дебютував 2010 року виступами за команду клубу «Рад», в якій провів один сезон, взявши участь у двох матчах чемпіонату.
Своєю грою за цю команду привернув увагу представників тренерського штабу клубу «Палич», до складу якого приєднався 2011 року.
2012 року повернувся до клубу «Рад». Цього разу провів у складі його команди два сезони. Більшість часу, проведеного у складі «Рада», був основним гравцем захисту команди.
До складу клубу «Партизан» приєднався 2014 року.

## Виступи за збірну
Протягом 2013—2015 років залучався до складу молодіжної збірної Сербії. На молодіжному рівні зіграв у чотирьох офіційних матчах.